# Gefahrgutunfall

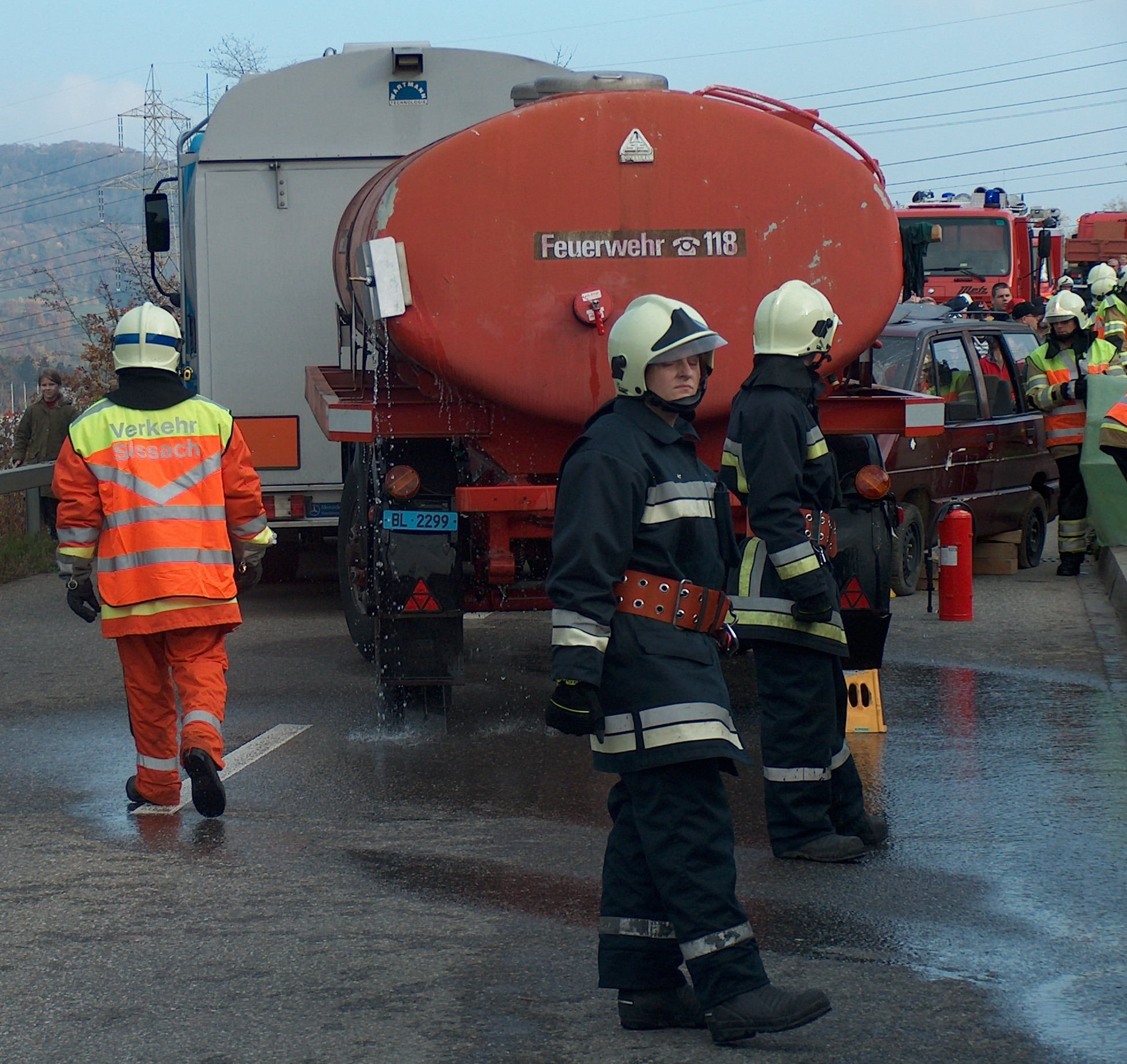
Supponierter Gefahrgutunfall: Verkehrsunfall mit Benzintransport

Ein Gefahrgutunfall oder Gefahrstoffunfall ist ein Schadensereignis, bei dem Gefahrgut beim Transport ungewollt und in solchen Mengen in die Umwelt gelangen oder Auswirkungen haben, dass sie schädlich für Menschen, Tiere, Umwelt oder Sachwerte sind (Schadensfall).
Für Chemieunfälle in stationären Anlagen (Fabriken), siehe Chemiekatastrophen.

## Problematik

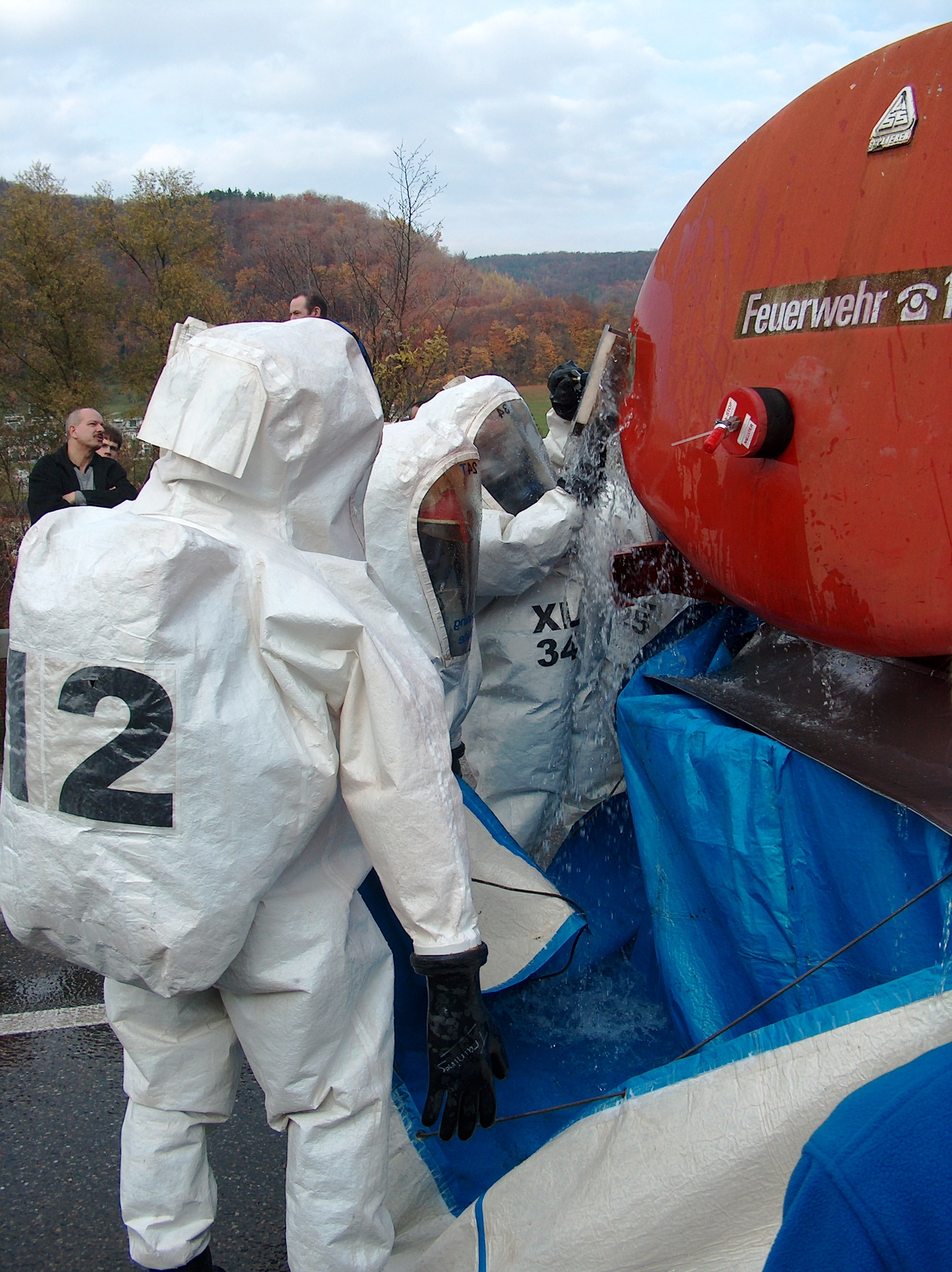
Arbeit mit Chemieschutzanzug beim Abdichten einer Leckstelle (Einsatz der Chemiewehr Basel-Landschaft)

Auch kleine Mengen von bestimmten Stoffen (z. B. radioaktive Stoffe) bedingen einen sehr großen Aufwand, um sie sicher zu bergen und sachgerecht zu entsorgen. Daneben ist unter Umständen nicht nur eine Dekontamination („Entseuchung“) der direkt mit dem Stoff in Berührung gekommenen Personen und Gegenständen nötig, sondern auch der ganzen Umgebung. Allenfalls sind auch Erdreich und Gebäudeteile zu entfernen und nach einer Behandlung fachgerecht zu entsorgen.
Zwei verschiedene Stoffe, die für sich alleine genommen harmlos sind, können eine ganz andere Dimension der Gefährdung hervorrufen, wenn sie miteinander reagieren. So ist nicht bei allen Stoffen Wasser als Lösch- und Kühlmittel einsetzbar, da es eine zusätzliche Reaktion hervorrufen würde. Diese Stoffe sind am X in der oberen Zeile der Gefahrentafel erkennbar.
Bei Unfällen mit Gefahrgut entsteht neben der Gefahr für die Bevölkerung und die Umwelt auch eine besondere Gefährdung für die Einsatzkräfte. Je nach Stoff kann dies Brand- und Explosionsgefahr und/oder die Gefahr für Leib und Leben sein (z. B. Vergiftung, Verätzung).
Da nicht alle Stoffe durch die normale Einsatzkleidung zurückgehalten werden, sind für die Abdichtung und Bergung je nach Gefahrengruppe oft Spezialanzüge notwendig. Diese haben aus Kosten- und Unterhaltsgründen nur die größeren Feuerwehren, welche auch speziell für GSG-Einsätze im Allgemeinen ausgebildet und mit Sondereinsatzmitteln ausgerüstet sind.

## Folgen
An nachstehenden ausgewählten Beispielen sollen die möglichen Folgen von Gefahrgutunfällen verdeutlicht werden:

### Tanklastzugunglück von Los Alfaques
Das Tanklastzugunglück von Los Alfaques war ein folgenschwerer Gefahrgutunfall in Katalonien (Spanien), der sich am 11. Juli 1978 an der damaligen Nationalstraße Carretera Nacional N-340 im Bereich des Campingplatzes Los Alfaques an der Costa Daurada ereignete. 217 Menschen starben, mehr als 400 wurden verletzt.

### Eisenbahnunfall von Lausanne
Im Güterbahnhof von Lausanne in der Schweiz kippten am 29. Juni 1994 zwei Zisternenwagen, welche mit Epichlorhydrin beladen waren. Einer der Wagen leckte, beim anderen trat der Stoff aus dem Mannloch aus. Die Bevölkerung der Umgebung wurde aufgefordert, die Wohnungen dicht zu schließen und die Ventilation auszuschalten; 63 Personen im Nahbereich wurden evakuiert. Die Bekämpfung des Unfalls dauerte fünf Tage und forderte unter den Einsatzkräften gemäß BUWAL ebenfalls Leichtverletzte.

### Entgleisung und Brand in Elsterwerda
Im November 1997 entgleiste ein Güterzug, der Tankwagen mit Benzin beförderte, wegen Bremsversagens und viel zu hoher Geschwindigkeit im Bahnhof von Elsterwerda. Im folgenden Großbrand brannte die Hälfte der Wagen aus, Benzin sickerte auch in den Boden und die Kanalisation. Zwei Feuerwehrleute starben durch eine Explosion, weitere Personen erlitten Verbrennungen.

### Lkw-Kollision im Tauerntunnel
Bei der Kollision im Tauerntunnel im Mai 1999 fanden 12 Menschen den Tod und 50 wurden verletzt, als ein mit Lacken beladener Lkw in eine Auffahrkollision verwickelt wurde. Die Ladung explodierte und das Feuer breitete sich aufgrund der Gefahrgut-Beschaffenheit äußerst schnell auf 24 weitere Fahrzeuge im Tunnel aus.

### Eisenbahnunfall von Bad Münder
Beim Frontalzusammenstoß zweier Güterzüge im September 2002 kam es ebenfalls zur Freisetzung von Epichlorhydrin. Bei der Untersuchung der Einsatzkräfte nach dem Unfall wurden bei jedem Sechsten erhöhte Leberwerte festgestellt. Als Ursache wurde ungenügende Schutzausrüstung ermittelt.

### Eisenbahnunfall von Viareggio
Am 29. Juni 2009 entgleiste ein mit Flüssiggas gefüllter Wagen eines Güterzuges in der Nähe des Bahnhofs von Viareggio (Norditalien) und explodierte. Die Explosion und der sich daraus entwickelnde Großbrand richtete in der Stadt schwere Schäden und Verwüstungen an und forderte 26 Todesopfer. Mehrere Häuser stürzten ein.

### Lkw-Unfall auf der A7 bei Göttingen
Auf der Autobahn A7 bei Göttingen ist am 19. Dezember 2014 ein mit Aluminiumphosphid beladener Gefahrguttransporter verunglückt, wobei der Lkw Feuer fing und ein Autofahrer ums Leben kam. Es bildete sich Monophosphan, welches sich bei 150 °C entzündet und dabei zu Phosphorsäure oxidiert. Die Autobahn A7 war infolgedessen stundenlang vollständig gesperrt.

## Hilfeleistung

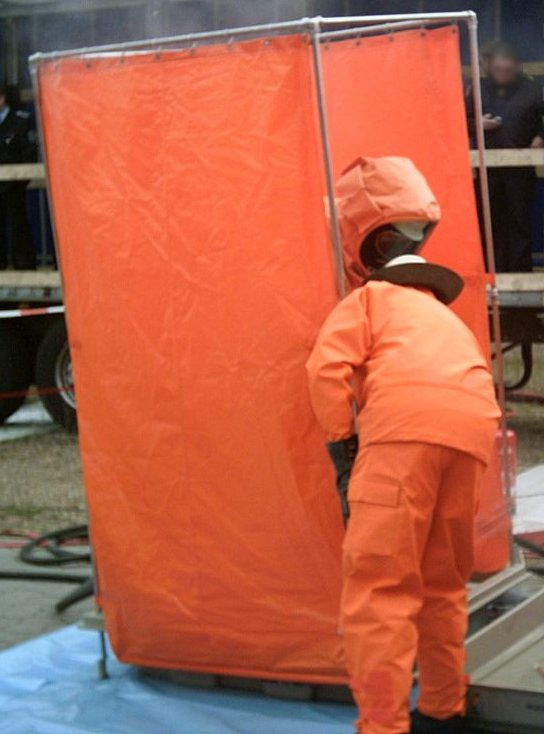
Dekontamination während einer Gefahrgutunfall-Übung

Ein Gefahrgutunfall erfordert das Eingreifen professioneller Hilfeleistungsorganisationen, welche für die Bekämpfung der Auswirkungen besonders ausgerüstet sind.
Informationsquellen für die Einsatzkräfte sind:
- Die ERI-Card,[4]
- Das TUIS-System (Transportunfall-Informations- und Hilfeleistungssystem der chemischen Industrie in Deutschland und Österreich),
- Das ICE-Programm (in vielen westeuropäischen Ländern).

Die Hilfe erfolgt durch:
- Feuerwehr einschließlich Werks- und Betriebsfeuerwehren, insbesondere Gefahrstoff- bzw. Gefahrgutzüge,[10]
- Katastrophenschutzeinheiten der Hilfsorganisationen,
- Technisches Hilfswerk (nur in Deutschland),
- TUIS, respektive ICE,
- Umweltbehörden, Umweltämter oder vergleichbare Institutionen,
- private Unternehmen und Spezialfirmen.

Außerhalb Deutschlands existieren in der Regel ebenfalls neben den regulären Hilfsorganisationen und Feuerwehren zusätzliche private Hilfsunternehmen (zum Eindämmen, Abpumpen und Umfüllen von gefährlichen Gütern) und staatliche Sondereinheiten für den Katastrophenschutz.

## Auswirkungen
Die möglichen Auswirkungen umfassen:
- Gesundheitliche Schäden für Menschen und Tiere in der Umgebung der Unfallstelle,
- Schäden der Umwelt (z. B. Vergiftung von Trinkwasser, Kontamination der Luft, Schäden an Pflanzen usw.),
- Materielle Schäden in der Nachbarschaft,
- Infrastrukturelle Schäden (blockierte Verkehrswege und dergleichen).